# West Bountiful
West Bountiful est une municipalité américaine située dans le comté de Davis en Utah. Lors du recensement de 2010, sa population est de 5 265 habitants.

## Géographie
West Bountiful est située à proximité des rives de la baie de Farmington, dans le Grand Lac Salé.
La municipalité s'étend sur 3,26 milles carrés (8,44 km2).

## Histoire
Fondée en 1948 comme une banlieue de Bountiful, West Bountiful devient une municipalité indépendante l'année suivante.

## Démographie
La population de West Bountiful est estimée à 5 650 habitants au 1er juillet 2017.
| Groupe            | West Bountiful (2016) | Utah (2017) | États-Unis (2017) |
| ----------------- | --------------------- | ----------- | ----------------- |
| Blancs            | 96,8                  | 90,9        | 76,6              |
| Métis             | 1,5                   | 2,5         | 2,7               |
| Asiatiques        | 0,9                   | 2,6         | 5,8               |
| Océano-Américains | 0,6                   | 1,0         | 0,2               |
| Afro-Américains   | 0,1                   | 1,4         | 13,4              |
|                   |                       |             |                   |
| Hispaniques       | 3,9                   | 7,0         | 18,1              |

Le revenu par habitant était en moyenne de 26 767 dollars par an entre 2012 et 2016, au-dessus de la moyenne de l'Utah (25 600 dollars) mais en-dessous de la moyenne nationale (29 829 dollars), malgré un revenu médian par foyer supérieur (84 784 dollars à West Bountiful contre 55 322 dollars aux États-Unis). Sur cette même période, 5,9 % des habitants de West Bountiful vivaient sous le seuil de pauvreté (contre 10,2 % dans l'État et 12,7 % à l'échelle des États-Unis).